# Kwon Hyuk
Detta är ett koreanskt namn; familjenamnet är Kwon.
Kwon Hyuk, född den 6 november 1983 i Daegu, är en sydkoreansk basebollspelare som tog guld för Sydkorea vid olympiska sommarspelen 2008 i Peking.